# Ходоровцы (Хмельницкая область)
Ходоровцы (укр. Ходорівці) — село в Каменец-Подольском районе Хмельницкой области Украины.

## История
В 1730-х годах село принадлежало Грушецкому.
Население по переписи 2001 года составляло 878 человек.
В селе родился Герой Советского Союза Борис Сугеров.

## Местный совет
32361, Хмельницкая обл., Каменец-Подольский р-н, с. Ходоровцы

## Галерея

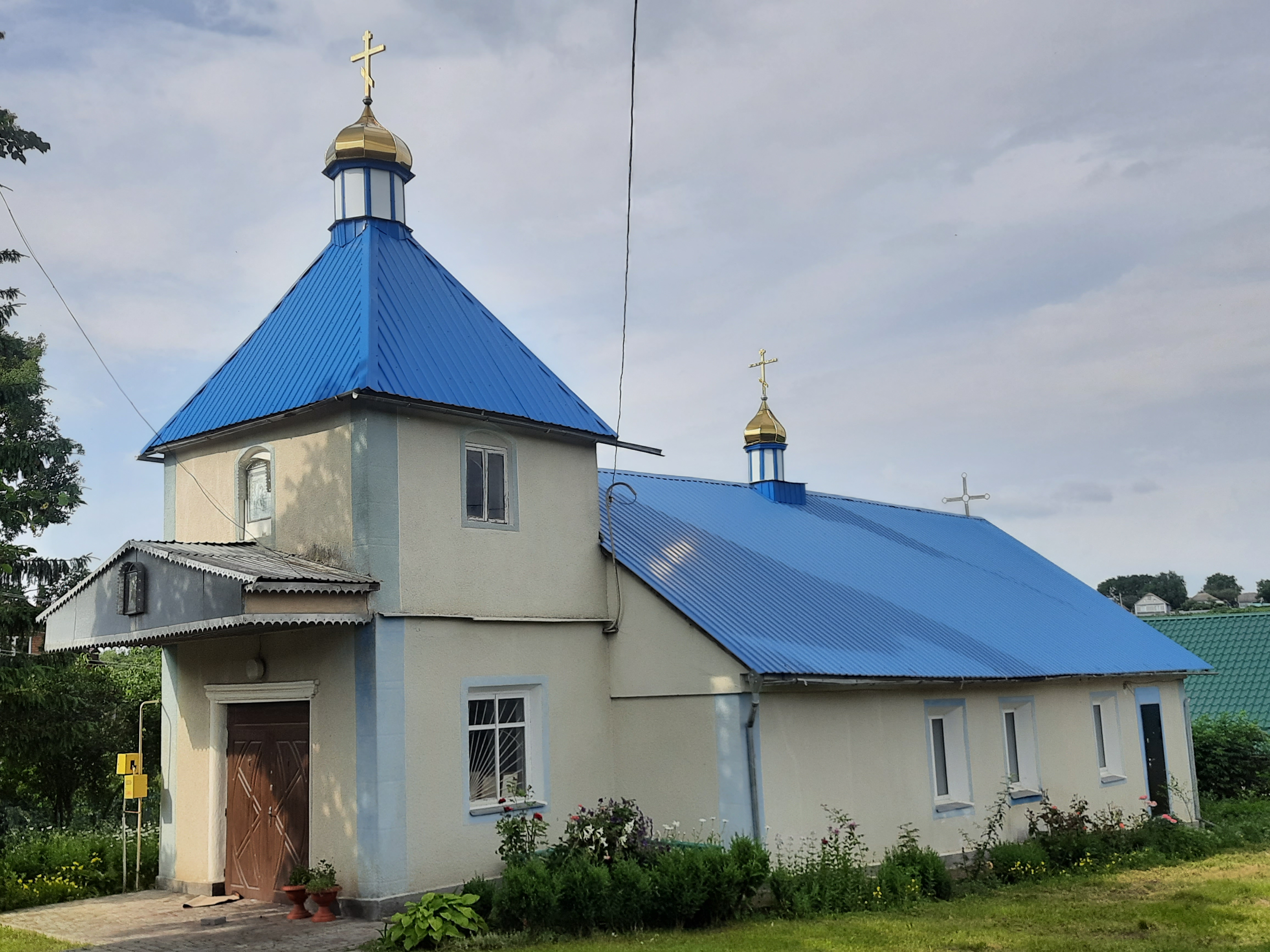
Свято-Михайловская церковь
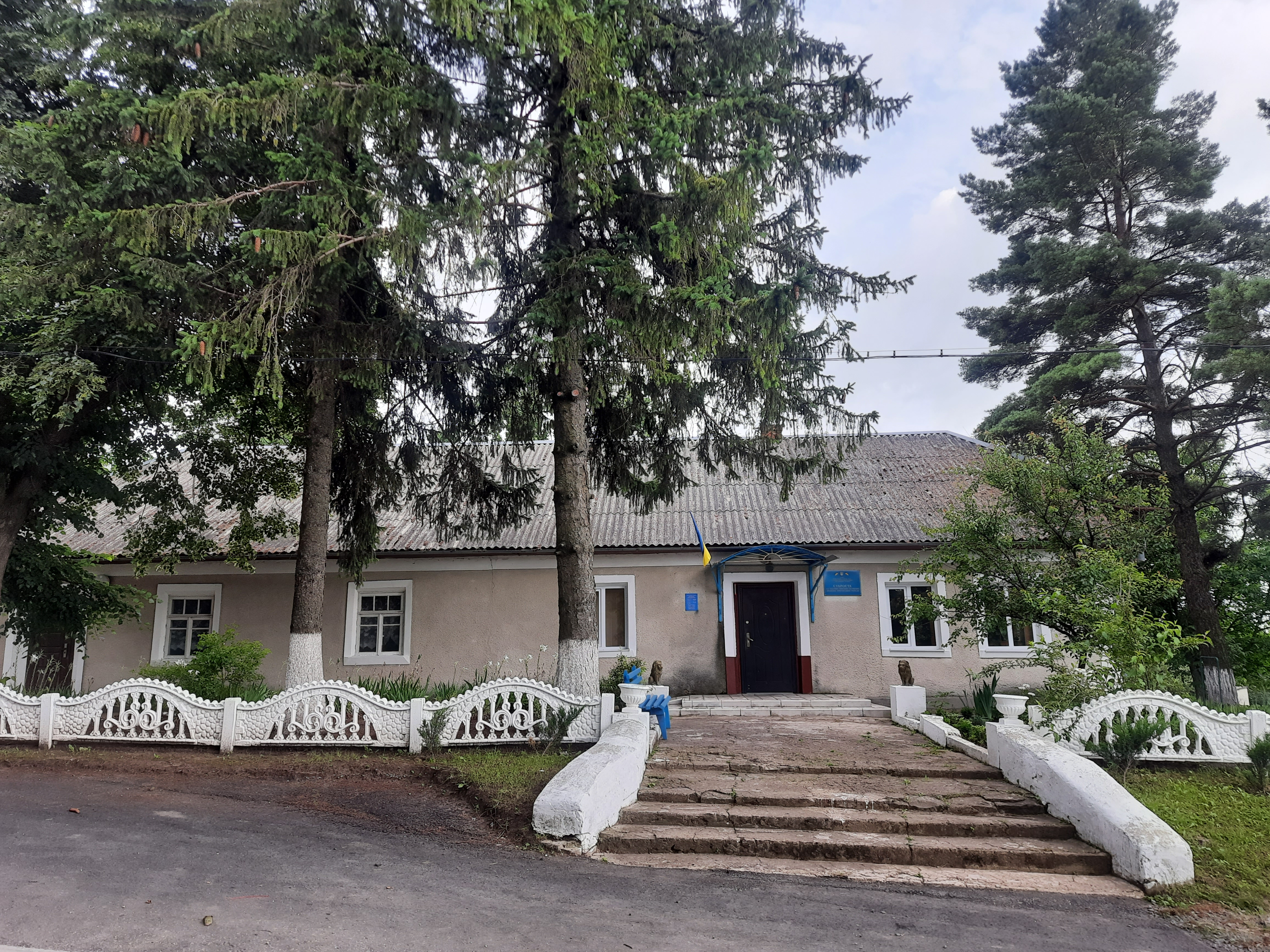
Старостат
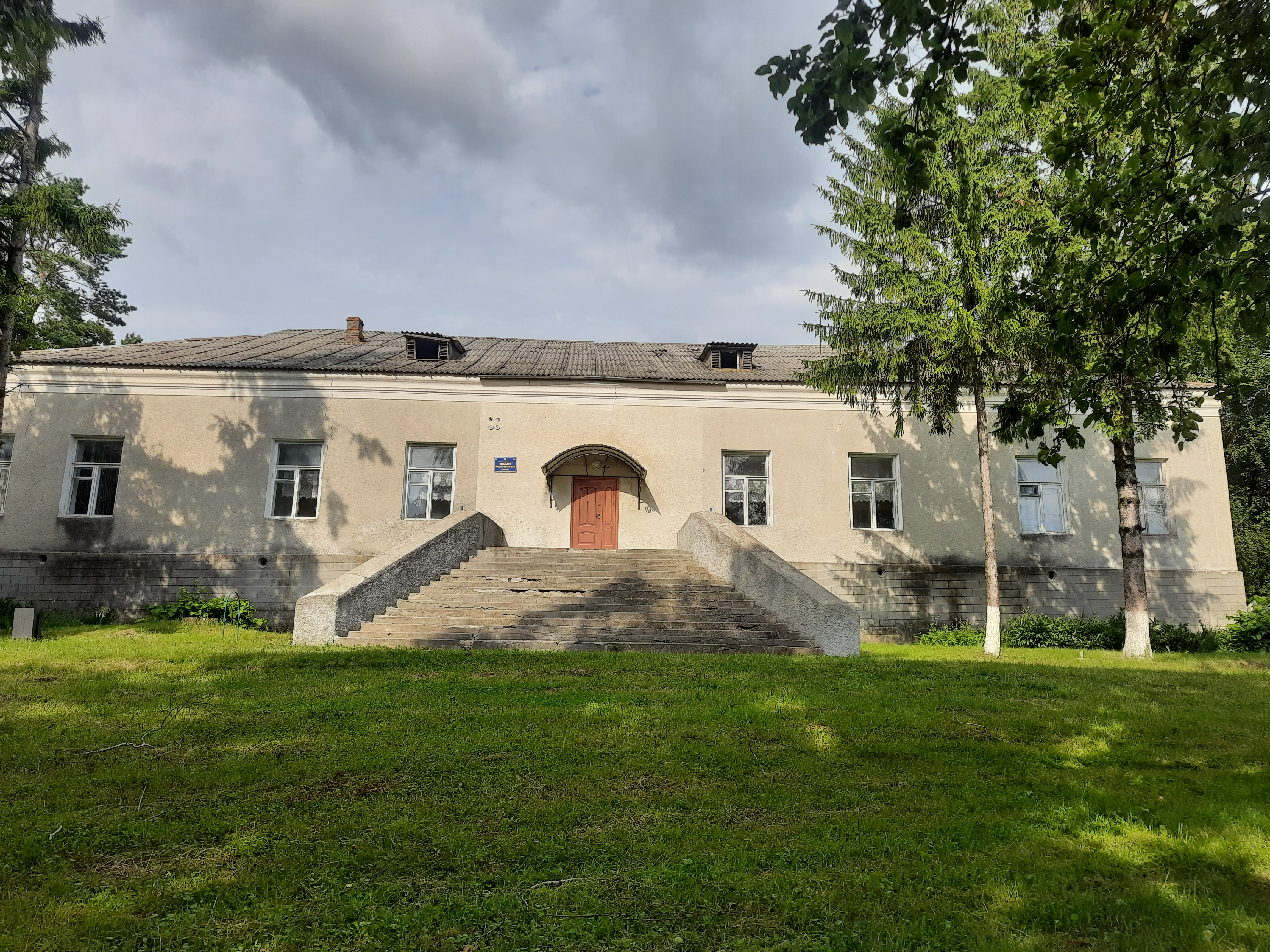
Клуб
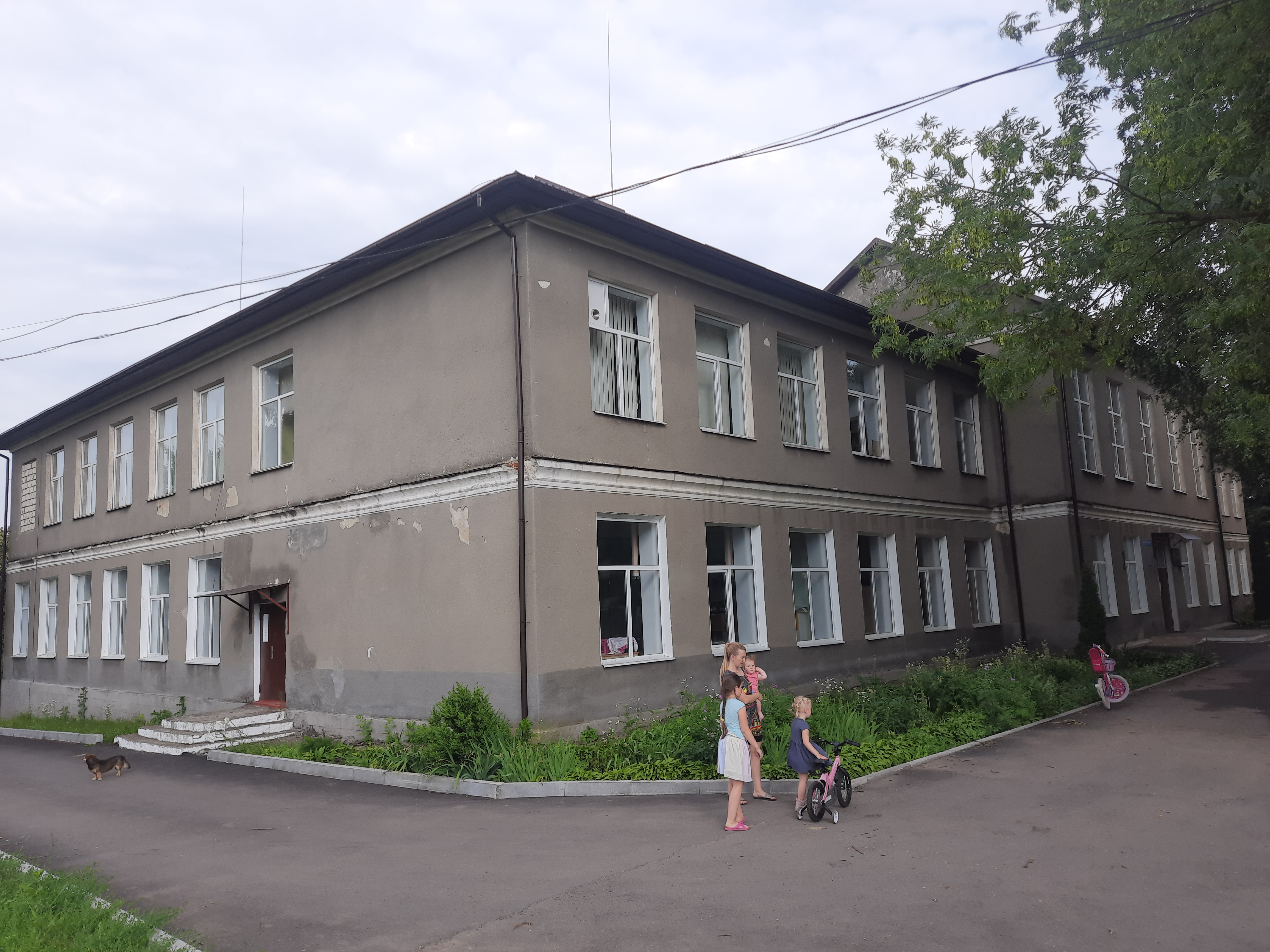
Школа
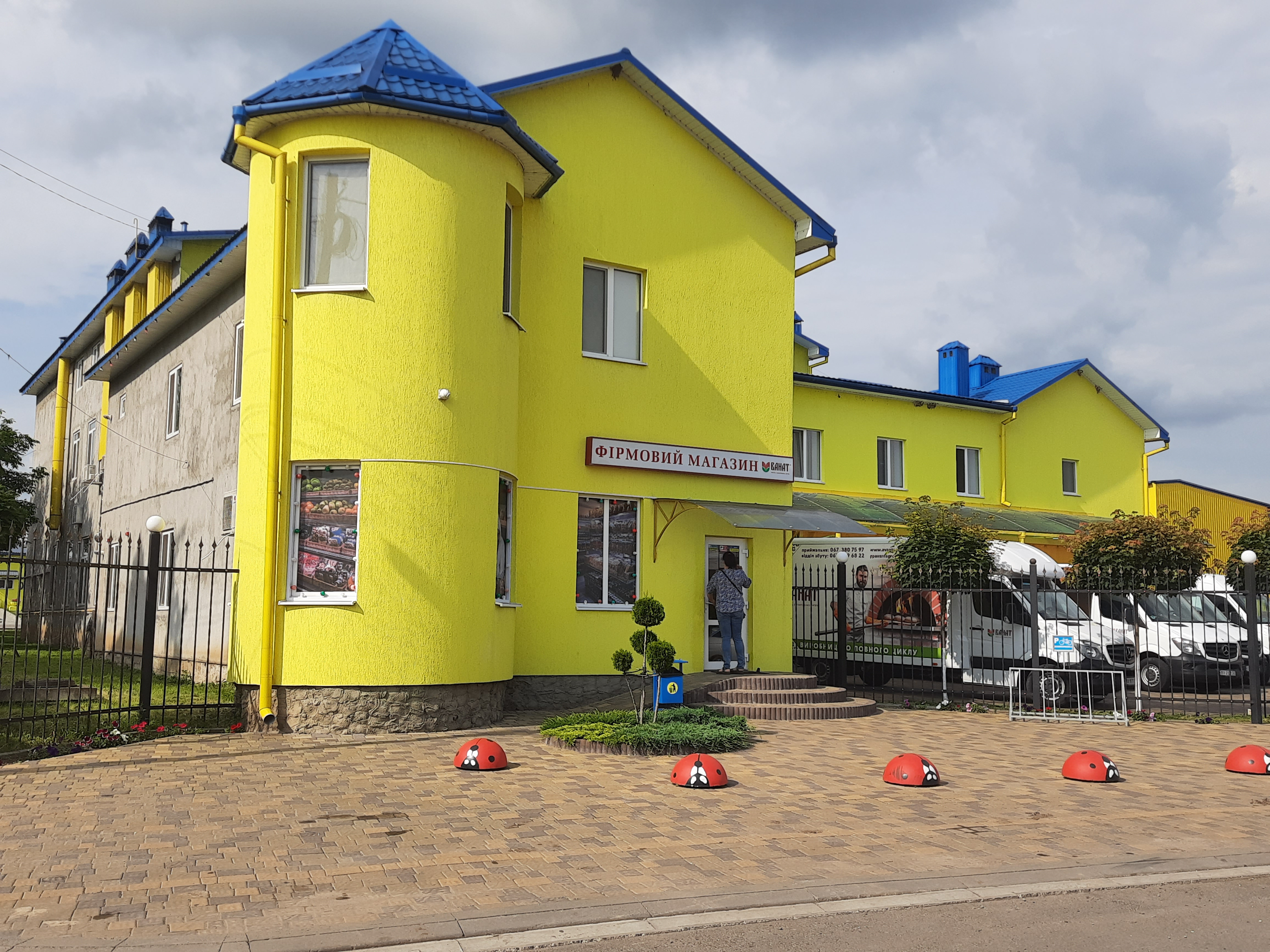
Пекарня